# Kærlighed på kredit
Kærlighed på kredit er en dansk oplysningsfilm fra 1955, der er instrueret af Astrid Henning-Jensen efter eget manuskript.

## Handling
En arvetantes død retter op på et ungt pars økonomiske "deroute", men hendes råd er vigtigere: ikke købe over evne, og ikke bygge kærlighed på kredit.

## Medvirkende
- Anna Henriques-Nielsen - Arvetanten
- Per Wiking - Den unge mand
- Mette Mollerup - Den unge kvinde